# دادستانی سراسری اروپا
دفتر دادستانی سراسری اروپا (EPPO) یک نهاد مستقل اتحادیهٔ اروپا (EU) با شخصیت حقوقی است که بر پایهٔ پیمان لیسبون، میان ۲۴ کشور از ۲۷ کشور اتحادیهٔ اروپا و با پیروی از روش همکاری پیشرفته (همکاری داوطلبانه میان چند کشور عضو اتحادیهٔ اروپا برای اجرای پروژه‌هایی که همه اعضا در آن شریک نیستند)، بنیان نهاده شده است. دفتر دادستانی کل اروپا با جرایمی که به منافع مالی اتحادیهٔ اروپا آسیب می‌رساند، مبارزه می‌کند. ایدهٔ ایجاد این نهاد با طرح قانونی که توسط کمیسیون اروپا در سال ۲۰۱۳ ارائه شد، قوت گرفت. پس از گفت‌وگوهای طولانی در شورای اروپا، پارلمان اروپا و کشورهای عضو، آیین‌نامهٔ شمارهٔ ۲۰۱۷/۱۹۳۹ اتحادیهٔ اروپا در ۱۲ اکتبر ۲۰۱۷ (۲۰ مهرماه ۱۳۹۶) تصویب شد و به ایجاد این نهاد انجامید. دستورالعمل PIF (با شمارهٔ رسمی EU ۲۰۱۷/۱۳۷۱)، چارچوب حقوقی‌ای تعیین می‌کند که در آن، گونه‌هایی از جرایم مالی‌ای که به منافع مالی اتحادیهٔ اروپا آسیب می‌زنند، مشخص شده‌اند؛ مانند کلاه‌برداری، فساد و پولشویی. این دستورالعمل مبنای قانونی فعالیت دفتر دادستان کل اروپا (EPPO) را فراهم می‌سازد؛ نهادی که وظیفهٔ اصلی آن شناسایی و پیگرد قانونی چنین جرایمی در سطح اتحادیهٔ اروپا است. دفتر دادستان کل اروپا (EPPO) گامی مهم به سوی رویکردی یکپارچه‌تر و مؤثرتر برای مبارزه با جرایم فراملی در اتحادیهٔ اروپا است که همکاری و هماهنگی‌ها میان کشورهای عضو برای حفاظت از منابع مالی اتحادیه را می‌افزاید و به عنوان یک نهاد مستقل اتحادیهٔ اروپا، نقش مهمی در تضمین حاکمیت قانون و نگهداری از یکپارچگی سیستم مالی اتحادیهٔ اروپا دارد. دفتر دادستان کل اروپا (EPPO) در کنار دیوان دادگستری اتحادیهٔ اروپا (CJEU) و دیوان محاسبات اروپا (ECA) در کیرشبرگ، شهر لوکزامبورگ می‌باشد.

دفتر دادستانی کل اروپا (EPPO) در لوکزامبورگ قرار دارد. طراحی این مجموعه را دفتر معماری ریکاردو بوفیل انجام داده است. در سمت چپ این ساختمان نیز برج‌های دوقلوی دادگاه عدالت اتحادیهٔ اروپا دیده می‌شوند.

## اعضای دادستانی کل اروپا
اعضا
- اتریش
- بلژیک
- بلغارستان
- کرواسی
- قبرس
- جمهوری چک
- استونی
- فنلاند
- فرانسه
- آلمان
- یونان
- ایتالیا
- لتونی
- لیتوانی
- لوکزامبورگ
- مالت
- هلند
- لهستان
- پرتغال
- رومانی
- اسلواکی
- اسلوونی
- اسپانیا
- سوئد

غیر عضو
- دانمارک (امتناع)
- مجارستان

آبی: عضو در این نهاد سرخ: عدم عضویت در نهاد

- ایرلند (عدم شرکت، با امکان شرکت در انتخابات)